# Johannes Michael Schnarrer
Johannes Michael Schnarrer (* 14. Juli 1965 in Sohland an der Spree; † 16. März 2008 in Wien) war ein deutscher Sozialethiker.

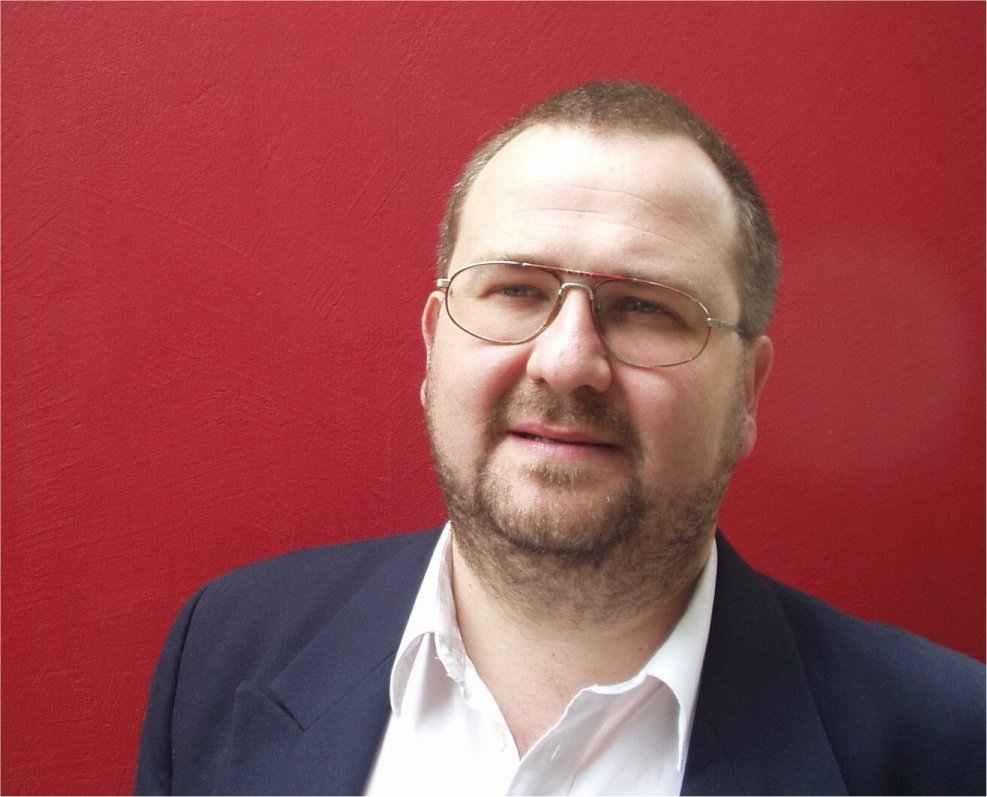
Johannes M. Schnarrer in Wien-Döbling (2003)

## Leben
Schnarrer absolvierte von 1982 bis 1984 eine Ausbildung als Bau- und Möbeltischler. Nach seinem Abitur am Studienkolleg Norbertinum in Magdeburg 1987 studierte er bis 1992 an der Philosophisch-Theologischen Hochschule, auch unter dem Namen Philosophisch-Theologisches Studium Erfurt bekannt (heute vierte Fakultät der Universität Erfurt), Philosophie und Katholische Theologie. Von 1992 bis 1994 studierte und forschte er an der US-amerikanischen Weston Jesuit School of Theology und der Harvard University, wo er ein Lizenziat in Theologie erwarb. Es folgte ein Studium der Politikwissenschaften und Ethnologie an der Westfälischen Wilhelms-Universität in Münster und eine Assistenzstelle am Institut für Ethik und Sozialwissenschaften der Katholisch-Theologischen Fakultät der Universität Wien. 1996 wurde er an der Universität Wien mit einer Arbeit im Gebiet der Ethik, Moraltheologie und Sozialwissenschaften zum Doktor der Theologie (mit Auszeichnung) promoviert. 1997 wurde er Associate Professor für das Fach Sozialethik am „Seminarul Teologic Romano-Catolic“ in Alba Iulia (Karlsburg), Rumänien. 1998 wurde Schnarrer in Wien mit Auszeichnung zum Doktor der Philosophie promoviert.
Er war zunächst Privatsekretär für den ehemaligen österreichischen Bundesfinanzminister Wolfgang Schmitz (ÖVP), von 1999 bis 2000 Politikberater am Dr. Karl-Kummer-Institut in Wien, von 2000 bis 2001 war er Direktor des Projekts „Identität und Integration in Europa“ beim österreichischen Bundesministerium für auswärtige Angelegenheiten und anschließend bis 2004 Projektdirektor an der Niederösterreichischen Landesakademie St. Pölten, Institut für Ethik in den Wissenschaften.
Seit 2005 war Schnarrer als wissenschaftlicher Politikberater, Wirtschaftsberater und Buchautor tätig. Neben seiner Professur in Karlsberg war er Hoover-Fellow an der Katholieke Universiteit Leuven, Lehrbeauftragter und Gastvortragender an zahlreichen Hochschulen.
2008 erlag er einem schweren Krebsleiden und wurde am Gersthofer Friedhof beigesetzt. Er hinterließ eine Frau und zwei Kinder.

## Wirken
Schnarrer stand in der Tradition des Naturrechtslehrers Johannes Messner, dessen Erkenntnisse er – in Zusammenarbeit mit Rudolf Weiler und Alfred Klose – auf die Herausforderungen der Gegenwart anzuwenden suchte. In diesem Zusammenhang beschäftigte er sich auch intensiv mit dem Sozialphilosophen Karl Lugmayer und wirkte in einem von Erwin Bader koordinierten interdisziplinären Forschungsprojekt über das Werk Lugmayers mit. Schnarrer veröffentlichte neun Bücher und zahlreiche wissenschaftliche Arbeiten.
Er war Vizepräsident Initiative Weltethos Österreich (WIO), Wissenschaftlicher Beirat der Görres-Gesellschaft, Ethikbeirat des Bankhauses Schellhammer & Schattera, zudem Mitglied der Societas Ethica, des Vereins zur Förderung der christlichen Sozialethik sowie der Messner-Gesellschaft.

## Ehrungen und Auszeichnungen
- Stipendiat des Cusanuswerkes
- Leopold-Kunschak-Preis (1997)
- Papst Leo-Preis für besondere Verdienste um die Katholische Soziallehre (1999)[2]
- Kardinal-Innitzer-Förderungspreis für Theologie (2006)

## Schriften
- Johannes Michael Schnarrer: Arbeit und Wertewandel im postmodernen Deutschland : eine historische, ethisch-systematische Studie zum Berufs- und Arbeitsethos, Verlag Dr. Kovac Hamburg 1996, ISBN 3-86064-461-0.
- Johannes Michael Schnarrer, Hideshi Yamada: Zur Naturrechtslehre von Johannes Messner und ihrer Rezeption in Japan, Johannes-Messmer-Gesellschaft, Beiträge zum Naturrecht (Band 1), Herold Verlag 1996, ISBN 3-901628-02-9.
- Johannes Michael Schnarrer: Gemeinwohl und Gesellschaftsordnung (The common good in our changing world), Johannes-Messmer-Gesellschaft, Beiträge zum Naturrecht (Band 2), Wien 1997, ISBN 3-901628-04-5.
- Johannes Michael Schnarrer: Allianz für den Sonntag, Institut für Sozial- und Wirtschaftspolitik Wien 1998, ISBN 3-901979-00-X.
- Johannes Michael Schnarrer: Norm und Naturrecht verstehen, Lang Frankfurt am Main 1999, ISBN 3-631-33647-0.
- Johannes Michael Schnarrer und Veronika Doblhammer (Übersetzung): Russell, Jeffrey B.: Geschichte des Himmels, Böhlau Wien 1999, ISBN 3-205-98840-X.
- Johannes Michael Schnarrer: Solidarität und Sozialstaat, Institut für Sozial- und Wirtschaftspolitik Wien 2000, ISBN 3-901979-04-2.
- Johannes Michael Schnarrer: Anything goes ? Sittlichkeit im Zeitalter der Skepsis, Institut für Sozial- und Wirtschaftspolitik Wien 2000, ISBN 3-901979-03-4.
- Peter Kampits, Johannes Michael Schnarrer (Hrsg.): Spannungsfelder praktischer Philosophie, St. Pölten 2004, ISBN 3-901967-25-7.
- Johannes Michael Schnarrer: Aktuelle Herausforderungen an die Ethik in Wirtschaft und Politik: Perspektiven für das 21. Jahrhundert, Institut für Ethik 3. Auflage 2004, ISBN 3-901979-01-8.
- Johannes Michael Schnarrer: Komplexe Ethik: Sittliche Urteilsbildung in der vernetzten Gesellschaft, Band 1, 2004, ISBN 3-901979-07-7.
- Johannes Michael Schnarrer: Komplexe Ethik: Politik und Globalisierung, Band 2, 2007, ISBN 3-901979-22-0.
- Johannes Michael Schnarrer: Komplexe Ethik: Wirtschaft, Band 3, 2007, ISBN 978-3-901979-70-0.